# Уге
Уге е каган на Уйгурския каганат, управлявал през 840 – 846 година.
Той е избран за каган след продължителни безредици, последвали смъртта на кагана Кюлюг Бег. Вюва неуспешно с империята Тан и след тежко поражение е принуден да се укрива в степите, където през 846 година е предаден и убит. Наследен е от по-малкия си брат Енян.